# Gy-les-Nonains
Gy-les-Nonains è un comune francese di 643 abitanti situato nel dipartimento del Loiret nella regione del Centro-Valle della Loira.

## Società

### Evoluzione demografica
Abitanti censiti